# Feuerwehr Leipzig
Die Feuerwehr Leipzig ist eine Behörde der Stadt Leipzig und wird von der Berufsfeuerwehr sowie den Freiwilligen Feuerwehren der Stadt Leipzig in Sachsen gebildet. Sie ist eine der ältesten Feuerwehren Deutschlands und im Amt 37 der Branddirektion der Stadt Leipzig eingegliedert.
Die Leipziger Feuerwehr unterhält 6 Feuerwachen und 22 Feuerwehrhäuser der Freiwilligen Feuerwehr. 340 Kinder und Jugendliche sind in 21 Jugendfeuerwehren aktiv. Daneben bestehen im Stadtgebiet Werkfeuerwehren (WF), zu denen die WF BMW-Werk Leipzig gehört.
Die Freiwillige Feuerwehr fährt eigenständig parallel zur Berufsfeuerwehr Einsätze im gesamten Stadtgebiet, wobei bei größeren Ereignissen immer mindestens ein Löschfahrzeug der Berufsfeuerwehr alarmiert wird und die Freiwillige Feuerwehr die Ergänzungseinheit im Löschzug bildet.
Weiterhin sind einige Ortsteilfeuerwehren in wichtigen Spezialgebieten tätig. So stellen sie beispielsweise die Dekontaminationseinheit bei Unfällen mit gefährlichen Stoffen, unterstützen die Wasserrettung oder rücken als First-Responder-Einheit im Rettungsdienst aus.

## Geschichte
Im Jahr 1846 formierte sich die Freiwillige Turnerfeuerwehr Leipzig, aus der am 1. März 1865 die Berufsfeuerwehr entstand. Ebenfalls im Jahr 1865 fand der 6. Deutsche Feuerwehrtag in Leipzig statt. Am 1. Oktober 1881 (andere Quellen sprechen vom 15. Dezember) wurde an der Stelle der alten Feuerwehr in der Südwestecke des Fleischerplatzes ein nach Plänen des Leipziger Architekten Max Bösenberg erbautes, gelbes Backsteingebäude in Betrieb genommen. Am 7. Mai 1898 wurde die neu erbaute Wache in der Mühlenstraße (heutige Lauchstädter Straße) als vierte Bezirkswache (Westdepot) in Betrieb genommen. Sie war von nun an speziell für den Schutz der Stadtteile Lindenau, Plagwitz, Kleinzschocher und Schleußig zuständig. An Geräten wurden für diese Wache unter anderem eine Drehleiter und eine Dampfspritze sowie die erforderliche Pferdebespannung neu beschafft. Außerdem erhielt sie als erste Leipziger Wache Rutschstangen. Am 2. April 1907 ging die Nordwache in Betrieb. Bei einem Luftangriff am 20. Juli 1944 wurde dieses Gebäude mittig getroffen und sehr schwer beschädigt und in der folgenden Zeit wiederaufgebaut. Am 2. April 1907 ging in der Hauptfeuerwache der erste Elektromobillöschzug der Feuerwehr Leipzig in Betrieb.
Am 23. Juni 1942 hatte die Leipziger Feuerwehr einen Uranbrand, den ersten atomaren Zwischenfall der Geschichte, zu löschen, ohne dabei zu ahnen, worum es sich handelte.
Seit dem Jahr 1993 findet in regelmäßigen Abständen ein Austausch mit der Partnerfeuerwehr in Orange City (Kalifornien) statt. Wobei Feuerwehrangehörige aus Leipzig in die USA reisen, um dort an Ausbildungen und Einsätzen teilzunehmen. Im Gegenzug kommen auch Feuerwehrkollegen aus den USA nach Sachsen. Der 28. Deutsche Feuerwehrtag fand im Jahr 2010 zum zweiten Mal in Leipzig statt und wurde in Verbindung mit der Weltleitmesse Interschutz durchgeführt.

## Integrierte Regionalleitstelle Leipzig (IRLS-Leipzig)
Die in der Feuerwache Südwest befindliche Regionalleitstelle Leipzig, rund um die Uhr zuständig für rund 1,1 Millionen Bürgerinnen und Bürger in Leipzig, in Nordsachsen und im Landkreis Leipzig, ist der zentrale Knoten für alles, was Feuerwehr, Rettungsdienst und Krankentransport betrifft. Erreichbar ist die Leitstelle unter dem Notruf 112 sowie für den Krankentransport unter der Nummer 19 222. Speziell ausgebildete Disponenten koordinieren von dort aus für jede Einsatzlage die notwendigen Fahrzeuge und Maßnahmen. Im Jahr 2016 wurden von den Disponenten der Leitstelle insgesamt 267.905 Notrufe entgegengenommen, davon fielen 173.353 Anrufe auf die Stadt Leipzig.

## Feuerwachen und Feuerwehrhäuser
| Wache                                             | Adresse                                   | Stationierte Fahrzeuge (nicht vollständig) | Bedeutung/Besonderheiten |
| ------------------------------------------------- | ----------------------------------------- | --- | --- |
| Feuer- und Rettungswache 1 (Mitte)                | Goerdelerring 7 04109 Leipzig             | HLF 20 (MAN / Rosenbauer / 2019) (1/49/1) HLF 20 (MAN / Rosenbauer / 2019) (1/49/2) DLK 23/12 (Mercedes-Benz / Magirus) (1/33/1) RW 3/S (MAN / / ) (1/59/1) ELW 1 (1/11/1) ELW 1 (1/11/3) KdoW (darunter ein Porsche Cayenne S / 2012)                   | Frühere Hauptfeuerwache, Umbau Anfang Oktober 2022 abgeschlossen. |
| Feuer- und Rettungswache 2 (Nord)                 | Matthissonstraße 4 04157 Leipzig          | HLF 20 (MAN / Rosenbauer / 2019) (2/49/1) DLK 23/12 (Mercedes-Benz / Magirus) (2/33/1) | |
| Feuer- und Rettungswache 3 (Nordost)              | Torgauer Straße 310 04347 Leipzig         | ELW 1 (Mercedes-Benz / / ) (3/11/1) HLF 20 (MAN / Rosenbauer / 2019) (3/49/1) DLK 23/12 (Iveco / Magirus) (3/33/1) RTW (Mercedes-Benz / / ) (3/83/1) MTF (Mercedes-Benz / / 2010 )                                                                       | |
| Feuer- und Rettungswache 4 (Süd)                  | Zwickauer Straße 59 04103 Leipzig         | ELW 1 (Mercedes-Benz / / ) (4/11/1) HLF 20 (MAN / Rosenbauer / 2019) (4/49/1) DLK 23/12 (Mercedes-Benz / Magirus) (4/33/1) | |
| Feuer- und Rettungswache 5 (Südwest)              | Gerhard-Ellrodt-Straße 29 d 04249 Leipzig | ELW 1 B-Dienst (Mercedes-Benz / / ) HLF 20 (MAN / Rosenbauer / 2019) TGM DLK 23/12 (Iveco/Magirus) Fwk WLF mit diversen Abrollbehältern GTLF KEF Krad | Standort der IRLS (Integrierte Regionalleitstelle) Leipzig, Schlauchwerkstatt, Funk- und Zentralwerkstatt sowie des FT(A)Z (Feuerwehrtechnisches Ausbildungszentrum)                                 |
| Feuer- und Rettungswache 6 (West)                 | Lauchstädter Straße 37 04229 Leipzig      | ELW 1 (VW T5) (6/11/1) HLF 20 (MAN / Rosenbauer / 2019) (6/49/1) DLK 23/12 (Mercedes-Benz / Magirus) (6/33/1) HLF 20 (MAN / Rosenbauer / 2019) GW-Mess (MAN / / ) GW-Atemschutz (MAN / / ) ELW-ATF (Mercedes-Benz) WLF AB Gefahrgut (Mercedes-Benz / / ) | Standort von Zentralverwaltung, Einsatzleitung, Katastrophenschutz, Ausbildung, Atemschutzwerkstatt, Gefahrgutzug und u. a. ELW-ATF (Einsatzleitwagen der Analytischen Task Force)                   |
| Freiwillige Feuerwehr Leipzig-Ost                 | Gerichtsweg 9 04103 Leipzig               | HLF 20 (MAN / Rosenbauer / 2020) (11/49/1) Dekon-P (MAN / EMPL / 1999) ABC-ErkKW (Fiat / / 1998) MTF (Mercedes / / ) (11/19/1) | Standort des ABC-MLW (Messleitwagen) der Stadt Leipzig sowie des MTF, welches für den Transport des LNA (Leitenden Notarzt) zuständig ist. Die Abteilung Vorbeugender Brandschutz ist hier ansässig. |
| Freiwillige Feuerwehr Leipzig-Grünau              | Schönauer Straße 235 04205 Leipzig        | HLF 20 (MAN / Rosenbauer / 2019) (62/49/1) CBRN-ErkW (Mercedes Benz / 2024) (62/91/1) GW-ATF (MAN / EMPL / 2020) (62/70/1) MTF (Mercedes-Benz / 2000) (62/19/1) LF 10 (MAN / Schmitz / 1998) (96/42/1)                                                   | |
| Freiwillige Feuerwehr Leipzig-Lindenthal          | Gartenwinkel 2 04158 Leipzig              | HLF 20 (MAN / Rosenbauer / 2020) CBRN-ErkKW (Fiat / 2002) MTF (Mercedes-Benz / / 2016) FwA LiMa (Polyma Energietechnik / 1994) | Löschfahrzeug rückt als First-Responder-Einheit aus |
| Freiwillige Feuerwehr Leipzig-Wiederitzsch        | Bahnhofstraße 11 04158 Leipzig            | HLF 20 (MAN / Rosenbauer / 2019) GTLF 24/48 (MAN / Ziegler / 1996) MTF (Mercedes-Benz / / 2016) LF 10 (MAN / Schmitz / 1998) | Löschfahrzeug fährt als First-Responder-Einheit |
| Freiwillige Feuerwehr Leipzig-Süd                 | Schenkendorfstraße 28 04275 Leipzig       | HLF 20 (MAN / Rosenbauer / 2020) (13/49/1) MLF (MAN / BTG / 2022) (13/46/1) MTF-1 (Mercedes-Benz / BTG / 2016) (13/19/1) MTF-2 (Mercedes-Benz / / ) (13/19/2)                                                                                            | Löschfahrzeug fährt als First-Responder-Einheit |
| Freiwillige Feuerwehr Leipzig-Rückmarsdorf        | An der Friedenseiche 2 04178 Leipzig      | MLF ( MAN / BTG / 2022) MTF (Ford) | |
| Freiwillige Feuerwehr Leipzig-Rehbach             | Rehbacher Anger 2 04249 Leipzig           | TSF-W | |
| Freiwillige Feuerwehr Leipzig-Plaußig             | Plaußiger Dorfstraße 19 04349 Leipzig     | LF 20 (Mercedes-Benz / Rosenbauer / 2023) DLK 23/12 (Iveco / Magirus) MTF (Mercedes-Benz) ELW Führungsgruppe FF | Löschfahrzeug fährt als First-Responder-Einheit |
| Freiwillige Feuerwehr Leipzig-Nordost             | Seehausener Allee 35 04356 Leipzig        | HLF 20 (MAN / Rosenbauer / 2020) TSF MTF | Zusammenschluss der ehemaligen Feuerwehren Göbschelwitz, Gottscheina und Hohenheida Anfang 2007. Der Bau eines gemeinsamen Standortes in Göbschelwitz ist in Planung.                                |
| Freiwillige Feuerwehr Leipzig-Mölkau              | Engelsdorfer Straße 106 04316 Leipzig     | HLF 20 (MAN / Rosenbauer / 2019) WLF-Kran MTF AB Universal | Löschfahrzeug fährt als First-Responder-Einheit |
| Freiwillige Feuerwehr Leipzig-Miltitz             | Rathausring 1 04205 Leipzig               | LF 20 (Mercedes-Benz / Rosenbauer / 2023) MTF (Ford) | |
| Freiwillige Feuerwehr Leipzig-Liebertwolkwitz     | Dorotheenring 2 04288 Leipzig             | HLF 20 ( MAN – Rosenbauer / 2020) RW-Straba (MAN – Ziegler / 2000) MTF (Mercedes-Benz-Sprinter / 2015) Infomobil Jugendfeuerwehr | Löschfahrzeug fährt als First-Responder-Einheit. |
| Freiwillige Feuerwehr Leipzig-Lützschena-Stahmeln | An der Feuerwehr 1 04159 Leipzig          | LF 20 (Mercedes-Benz / Rosenbauer / 2022) GW – Logistik 2 MTF | Löschfahrzeug fährt als First-Responder-Einheit |
| Freiwillige Feuerwehr Leipzig-Lausen              | Lausener Dorfplatz 12 a 04207 Leipzig     | MLF ( MAN / BTG / 2019) MTF (VW T5) Schlauchboot mit Anhänger | Feuerwehr Lausen |
| Freiwillige Feuerwehr Leipzig-Knautnaundorf       | Knautnaundorfer Anger 1 04249 Leipzig     | MLF (MAN / BTG / 2022) MTF (Ford) | Zusammenlegung mit der Freiwilligen Feuerwehr Leipzig-Hartmannsdorf zur gemeinsamen Ortsfeuerwehr Leipzig-Südwest                                                                                    |
| Freiwillige Feuerwehr Leipzig-Kleinpösna          | Dorfstraße 18 04319 Leipzig               | MLF (MAN / BTG / 2019) MTF (Mercedes-Benz) | |
| Freiwillige Feuerwehr Leipzig-Holzhausen          | Zuckelhausener Ring 17 04288 Leipzig      | LF 20 (Mercedes-Benz / Rosenbauer / 2023) MTF (Mercedes-Benz / 2015) | Feuerwehrhaus der FF Holzhausen |
| Freiwillige Feuerwehr Leipzig-Hartmannsdorf       | Erikenstraße 20 04249 Leipzig             | LF 20 (Mercedes-Benz / Rosenbauer / 2023) MTF (Mercedes-Benz) | Zusammenlegung mit der Freiwilligen Feuerwehr Leipzig-Knautnaundorf zur gemeinsamen Ortsfeuerwehr Leipzig-Südwest                                                                                    |
| Freiwillige Feuerwehr Leipzig-Engelsdorf          | Engelsdorfer Straße 345 04319 Leipzig     | HLF 20 (MAN / Rosenbauer / 2019) TLF 24/48 (MAN / Ziegler / 1996) DLK 23/12 (Iveco / Magirus / 1997) MTF (Mercedes-Benz / / 2010) | |
| Freiwillige Feuerwehr Leipzig-Burghausen          | Am Dorfplatz 18 a 04178 Leipzig           | MLF (MAN / Schmitz / 2001) MTF (VW T5) | |
| Freiwillige Feuerwehr Leipzig-Böhlitz-Ehrenberg   | Schönauer Landstraße 2 a 04178 Leipzig    | HLF 20 (MAN / Rosenbauer / 2020) TLF (MAN / Metz / 1998) DLK 23/12 (Iveco / Magirus) GW – Einsatzversorgung MTF | Löschfahrzeug fährt als First-Responder-Einheit |
| Freiwillige Feuerwehr Leipzig-Baalsdorf           | Brandiser Straße 65 04316 Leipzig         | HLF 20 (MAN / Rosenbauer / 2020) MTF (Mercedes Vito / 2000) | Löschfahrzeug fährt als First-Responder-Einheit |